# شهرستان گانگسا
شهرستان گانگسا (به لاتین: Gangca County) یک منطقهٔ مسکونی در چین است که در ولایت خودمختار هایبی تبتی واقع شده‌است. شهرستان گانگسا ۹٬۵۷۵٫۹۱ کیلومتر مربع مساحت و ۴۱٬۸۸۳ نفر جمعیت دارد و ۳٬۳۰۹ متر بالاتر از سطح دریا واقع شده‌است.